# Willi Rausch
Willi Rausch (* 3. Juni 1936 in Besse; † 16. Januar 2015 ebenda) war ein deutscher Politiker (SPD) und Abgeordneter des Hessischen Landtags.

## Ausbildung und Beruf
Willi Rausch trat 1951 nach dem Besuch der Volksschule bei der Deutschen Bundespost als Telegrafenbaulehrling ein und arbeitete dort seit 1962 als Beamter.
Seit 1951 war Rausch Mitglied der Deutschen Postgewerkschaft und dort seit 1976 Mitglied der Ortsverwaltung Kassel. Seit 1978 war er Mitglied des Bezirksvorstandes Hessen der Deutschen Postgewerkschaft. Im Jahr 1973 wurde er Mitglied des Personalrats beim Fernmeldeamt Kassel, 1976 dort freigestelltes Mitglied und 1982 Personalratsvorsitzender.
Willi Rausch war verheiratet und hatte ein Kind.

## Politik
Willi Rausch war seit 1955 Mitglied der SPD. 1966 bis 1976 war er Mitglied des SPD-Unterbezirksvorstandes und seit 1974 SPD-Ortsvereinsvorsitzender in Edermünde-Besse. Von 1974 bis 1983 war er Fraktionsvorsitzender der SPD in der Gemeindevertretung Edermünde, von 1964 bis 1974 Mitglied des Kreistags Fritzlar-Homberg.
Am 25. Januar 1984 rückte er für Radko Stöckl in den Hessischen Landtag nach, dem er noch drei weitere Wahlperioden bis zum 4. April 1995 angehörte.